# Ginza Rabba
O Ginza Rabba ("O Grande Tesouro" em mandeu) ou Sidra Rabba, "O Grande Livro" (em árabe, كنزا ربا) é uma das muitas escrituras sagradas da religião mandeísta. Também é conhecida como O Livro de Adão.
Consiste de 18 livros em 62 capítulos, contendo cerca de 700 páginas. O livro, ainda principalmente escrito à mão, possui textos na vertical em cada página da direita para os vivos, e os textos quando virados de cabeça para baixo, são os deixados para os mortos. A seção direita do Ginza Rba contém seções lidando com narrativas sobre teologia, criação, ética, e história. A seção da esquerda lida com a alma do homem após a vida.
As melhores fontes para acadêmicos de hoje, que não saibam ler em mandeu, são as traduções em alemão; por exemplo Der Ginza oder das grosse Buch der Mandaer publicado por Mark Lidzbarski em 1925. Estudiosos sérios que aprenderam o aramaico, podem, é claro, ler os livros originais, que foram publicados e são acessíveis livremente em qualquer biblioteca de pesquisa universitária. Não há traduções completas em inglês do Ginza Rba.